# Gustavo Laureano
Gustavo Laureano es un cantautor y guitarrista puertorriqueño conocido por ser el vocalista de la banda La Secta AllStar.

## Carrera

### Como compositor y solista
Laureano comenzó su carrera como compositor, junto con el amigo de Mark Kilpatrick. En los 90s, Laureano y Kilpatrick comenzaron a componer y tocar en los clubes en la Florida y Puerto Rico. En algún momento, fueron descubiertos por el cantante puertorriqueño Ricky Martin, quien grabó la canción "Bombón de Azúcar", escrito por Laureano, y la incluyó en su álbum A Medio Vivir de 1995. Al año siguiente, la cantante puertorriqueña Ednita Nazario grabó la canción "Última Vez", también escrito por Laureano, en su álbum Espíritu Libre de 1996.
Después de alcanzar el éxito, Laureano ha continuado componiendo para varios artistas como Obie Bermúdez y Wilkins, entre otros.  Laureano también ha colaborado con artistas como Ignacio Peña, Wisin y Yandel, Robi Draco Rosa, Reyli, Eddie Dee, Lito y Polaco, KC Porter y Fonseca.  En 2007, Laureano lanzó su primer álbum como solista titulado Kingcallero del Amor, que logró entrar en la lista Billboard 200 en la posición 187. Luego retomó actividad con la banda hasta 2016. 
Recientemente ha colaborado con Tempo, Jon Z, Christian Pagán, y ha lanzado otros sencillos en solitario.

## La Secta AllStar
Laureano fundó La Secta en los años 90 con Mark Kilpatrick. Después de tocar en Orlando y Puerto Rico, grabaron su primer disco, Aniquila, en 1998. Desde entonces, la banda ha lanzado cuatro álbumes de estudio adicionales y han ganado varios premios como los Billboard Awards, Premios Lo Nuestro,  así como nominaciones a los Grammy.

## Discografía

### Álbumes de estudio
- 2007: Kingcallero del Amor